# Реакции замещения
Реакции замещения (англ. substitution reaction) — химические реакции, в которых одни функциональные группы, входящие в состав химического соединения, меняются на другие группы. Реакции замещения обозначают английской буквой «S».
Общий вид реакций замещения:
{\displaystyle {\mathsf {R\!\!-\!\!X+Y\!\!-\!\!Z}}\rightarrow {\mathsf {R\!\!-\!\!Y+X\!\!-\!\!Z}}}
Обычно, один из реагентов, в котором происходит замещение («R-X»), называют субстратом, а другой («Y-Z») — атакующим реагентом. Группа «X» называется уходящей, а группа «Y» — вступающей.
Примером реакции замещения может служить фотолитическое хлорирование метана:
В зависимости от способа расщепления связи, реакции замещения делятся на гомолитические (радикальные) и гетеролитические. Последние, в свою очередь, из-за типа атакующего реагента относят к нуклеофильным или электрофильным реакциям.
В органической химии реакции замещения имеют важнейшее значение. Детальное изучение типового механизма реакции позволяет не просто предсказать её результат для конкретных реагентов, но и получить представление о выборе оптимальных температурных условий её протекания, подборе растворителя или возможного катализатора.

## Реакции нуклеофильного замещения
В реакциях нуклеофильного замещения атакующей частицей является нуклеофил, то есть отрицательно заряженная частица или частица со свободной электронной парой. Уходящая группа носит название нуклеофуг.
Реакции нуклеофильного замещения более характерны для алифатических систем.
Общий вид реакций нуклеофильного замещения:
{\displaystyle {\mathsf {R\!\!-\!\!X+Y^{-}}}\rightarrow {\mathsf {R\!\!-\!\!Y+X^{-}}}}
Реакции нуклеофильного замещения обозначаются «SN».
Обычно, разделяют реакции алифатического (SN) и ароматического (SNAr) нуклеофильного замещения.
Наиболее распространено два типа механизмов реакций нуклеофильного замещения:
- SN1 — мономолекулярное нуклеофильное замещение: двухстадийный процесс — на первой (медленной) стадии образуется промежуточный карбкатион, который на второй (быстрой) стадии реагирует с нуклеофилом.
- SN2 — бимолекулярное нуклеофильное замещение: одностадийный процесс без образования интермедиата.

Примером реакции нуклеофильного замещения может служить гидролиз алкилгалогенидов:
{\displaystyle {\mathsf {C_{2}H_{5}\!\!-\!\!Br+OH^{-}}}\rightarrow {\mathsf {C_{2}H_{5}\!\!-\!\!OH+Br^{-}}}}
Наиболее распространенные нуклеофильные группы:
{\displaystyle {\mathsf {HO^{-},RO^{-},RCOO^{-},NH_{2}^{-},RNH^{-},R_{2}N^{-},HS^{-},RS^{-},F^{-},Cl^{-},Br^{-},I^{-}.}}}
{\displaystyle {\mathsf {H_{2}O,\ NH_{3},\ R_{3}N,\ R_{2}S,\ R_{3}P,\ ROH,\ RCOOH.}}}

## Реакции электрофильного замещения
В реакциях электрофильного замещения атакующей частицей является электрофил, то есть положительно заряженная частица или частица с дефицитом электронов. Уходящая частица носит название электрофуг.
Реакции электрофильного замещения более характерны для ароматических систем.
Общий вид реакций электрофильного замещения:
{\displaystyle {\mathsf {R\!\!-\!\!X+Y^{+}}}\rightarrow {\mathsf {R\!\!-\!\!Y+X^{+}}}}
Реакции электрофильного замещения обозначаются «SE».
Для ароматических систем существует только один (основной) механизм электрофильного замещения SEAr, который включает в себя образование промежуточного положительно заряженного интермедиата, у которого на второй стадии отщепляется уходящая группа.
У алифатических соединений встречаются как механизмы SE1, так и SE2, аналогичные механизмам SN1 и SN2.
Пример реакции электрофильного замещения:
Наиболее распространенные электрофильные группы:
{\displaystyle {\mathsf {H^{+},RCO^{+},R^{+},RN_{2}^{+},R_{2}NH^{+},NO_{2}^{+},Li^{+},Cl^{+},Br^{+},I^{+}.}}}

## Реакции радикального замещения
В реакциях радикального замещения атакующей частицей являются свободные радикалы.
Общий вид реакций радикального замещения:
{\displaystyle {\mathsf {R\!\!-\!\!X+Y}}\cdot \rightarrow {\mathsf {R\!\!-\!\!Y+X}}\cdot }
Реакции радикального замещения обозначаются «SR».
Примером реакции радикального замещения может служить приведенная выше реакция хлорирования метана.